# HD 60341
HD 60341，又名BD-19 1944，SAO 153062、HR 2899，是一颗恒星，视星等为5.66，位于銀經234.89，銀緯0.06，其B1900.0坐标为赤經7h 28m 55.2s，赤緯-19° 0.06′ 42″。